# 建屋村
建屋村（たきのやむら）は、兵庫県養父郡にあった村。現在の養父市の南東端、建屋川の流域にあたる。

## 地理
- 河川：建屋川
- 建屋のヒダリマキガヤ（国指定天然記念物）

## 歴史
- 1889年（明治22年）4月1日 - 町村制の施行により、長野村・能座村・船谷村・町村・三谷村・餅耕地村・森村の区域をもって成立。
- 1956年（昭和31年）9月30日 - 広谷町と合併して明神町が発足。同日建屋村廃止。